# Финч, Джордж, 9-й граф Уинчилси
Джордж Финч, 9-й граф Уинчилси, 4-й граф Ноттингем (англ. George Finch, 9th Earl of Winchilsea and 4th Earl of Nottingham; 4 ноября 1752 — 2 августа 1826) — британский пэр, армейский офицер и игрок в крикет.
Титулы: 9-й граф Уинчилси (Пэрство Англии), 4-й граф Ноттингем (Пэрство Англии), 9-й виконт Мейдстон (Пэрство Англии), 4-й барон Финч из Давентри в графстве Нортгемптоншир (Пэрство Англии), 10-й баронет Финч из Иствуэлла в графстве Кент (Баронетство Англии) и 4-й баронет Финч (Баронетство Англии).

## Происхождение
Родился 4 ноября 1752 года. Единственный сын дипломата Достопочтенного Уильяма Финча (1691—1766), второго сына Дэниэла Финча, 2-го графа Ноттингема (1647—1730), и Энн Хэттон (1668—1743). Его матерью была леди Шарлотта Фермор (1725—1813), дочь Томаса Фермора, 1-го графа Помфрета. Он получил образование в Итонском колледже и в колледже Крайст-черч Оксфордского университета.
В 1770-х годах Финч был во Флоренции и появляется как один из узнаваемых людей на правой стороне картины Иоганна Цоффани «Трибуна Уффици» .
2 августа 1769 года после смерти своего дяди Дэниэла Финча, 8-го графа Уинчилси и 3-го графа Ноттингема (1689—1769), не имевшего наследником мужского пола, Джордж Финч унаследовал титулы 9-го графа Уинчилси и 4-го графа Ноттингема, став членом Палаты лордов Великобритании.

## Карьера

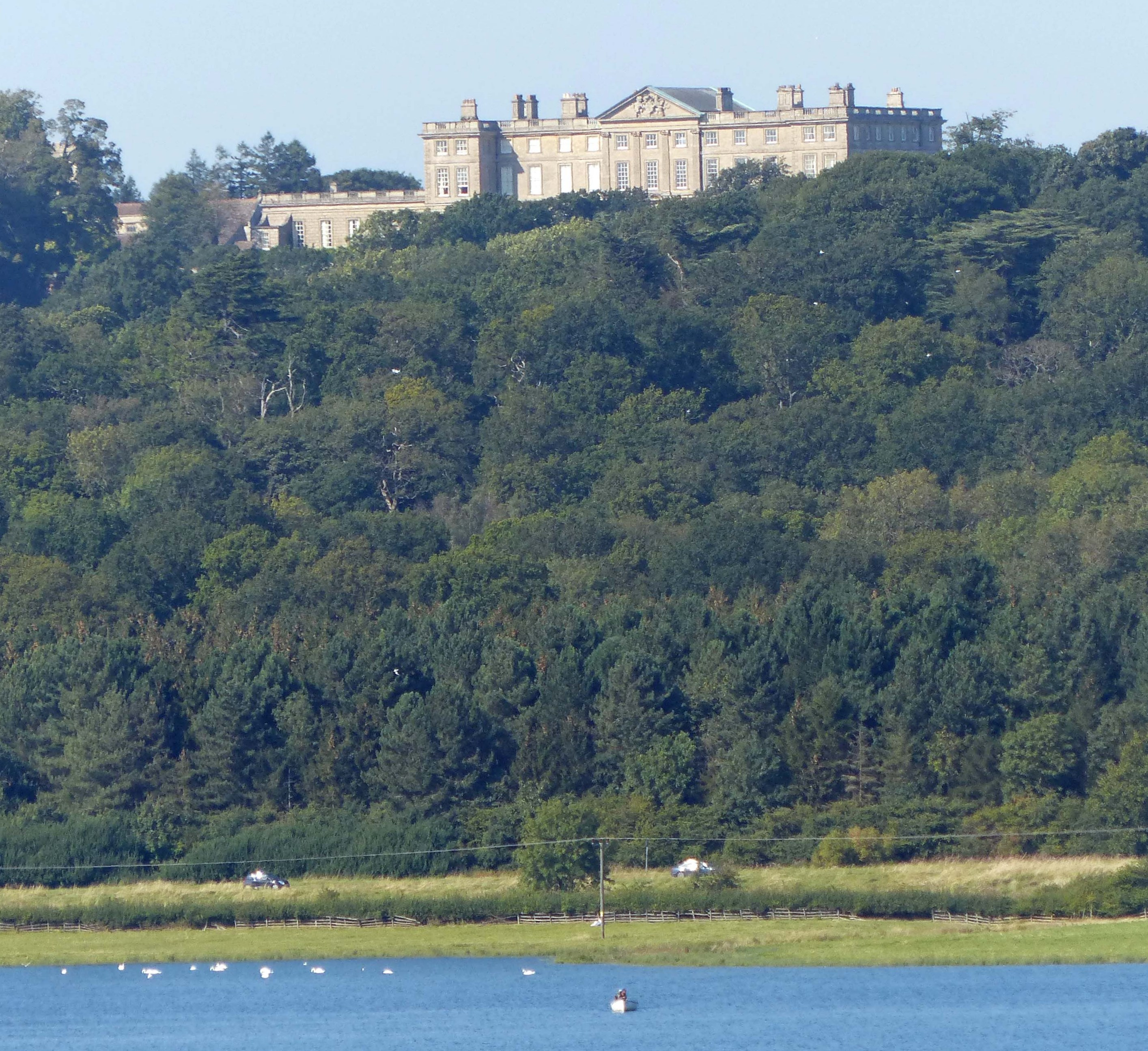
Вид на особняк Берли-он-те-Хилл со стороны залива Ратленд, резиденция 7-го, 8-го, 9-го графов Уинчилси и Ноттингема.

Лорд Уинчилси участвовал в войне против восставших североамериканских колоний. Он занимал должность лорда опочивальни в 1777—1782 годах. В 1779 году он был назначен майором 87-го пехотного полка. В 1780 году он получил звание подполковника.
Лорд-лейтенант Ратленда в 1779—1826 годах. Президент Королевского института (1799—1813), член Тайного совета Великобритании (1804), кавалер Ордена Подвязки (1805).

## Игрок в крикет
А. А. Томсон писал, что Уинчилси «пошел бы куда угодно ради игры в крикет» . Он, безусловно, является одним из самых известных игроков XVIII века, хотя он был далек от лучших и ему было уже 33 года, когда он впервые был записан в матче среди взрослых. Известно, что он сыграл по крайней мере в 128 матчах высшего класса в 1786—1804 годах, и записи многих других матчей, безусловно, были утеряны. Его уровень активности сопоставим с немногими его современниками; только Билли Белдем и Том Уокер сыграли значительно большее количество матчей. Лорд Фредерик Боклерк и Джордж Лоуч были единственными любителями того времени, столь же плодовитыми, как лорд Уинчилси, но они были гораздо лучшими игроками, потому что Уинчилси на поле был своего рода обузой. Его средний результат за карьеру составил всего одну цифру, несмотря на то, что он использовал биту весом 4 фунта 2 унции.

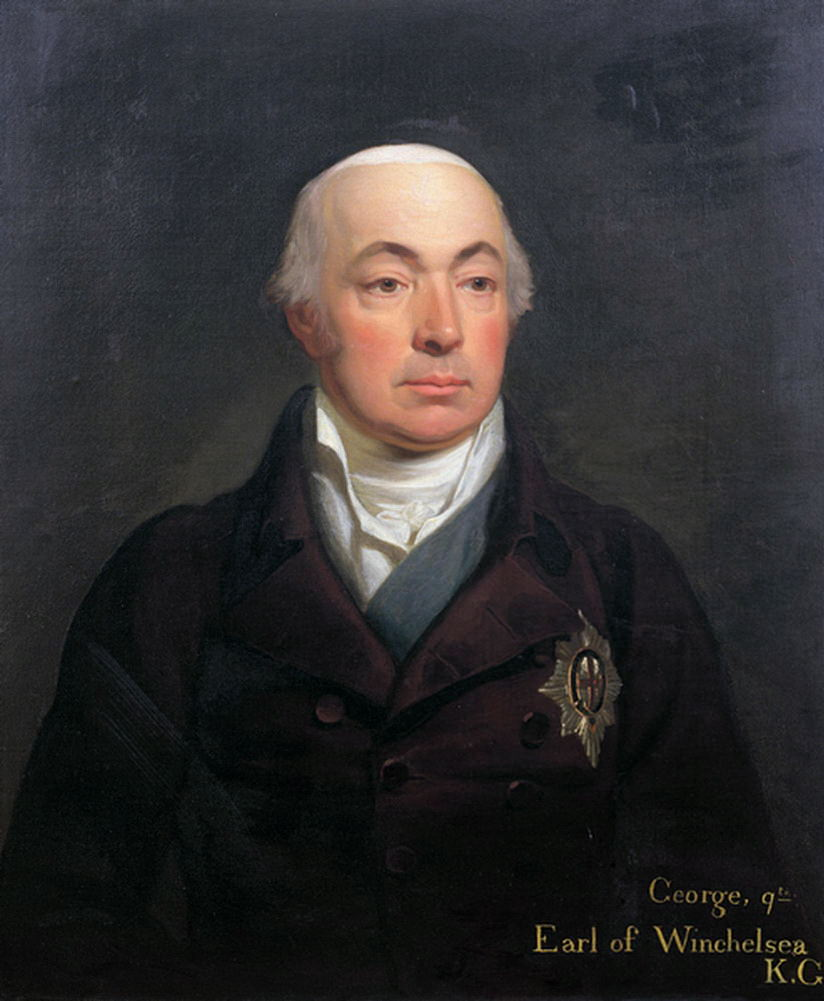
Джордж Финч, 9-й граф Уинчилси, Уильям Бичи

Примерно в 1784 году лорд Уинчилси был одним из главных инициаторов основания клуба White Conduit Club, так названного потому, что он играл на White Conduit Fields. Это был якобы эксклюзивный клуб, в котором могли играть «только джентльмены», но клуб нанимал профессионалов, и одним из них был боулер Томас Лорд, человек, который был признан за свою деловую хватку, а также за свои способности к боулингу. Именно в 1785 году клуб впервые появился на первоклассном матче. White Conduit Fields было открытой площадкой, позволяющей членам общественности, включая более шумных элементов, смотреть матчи и высказывать свое мнение об игре и игроках. Джентльмены White Conduit не были удивлены такими перерывами и решили поискать более уединенное место для себя.

## Личная жизнь

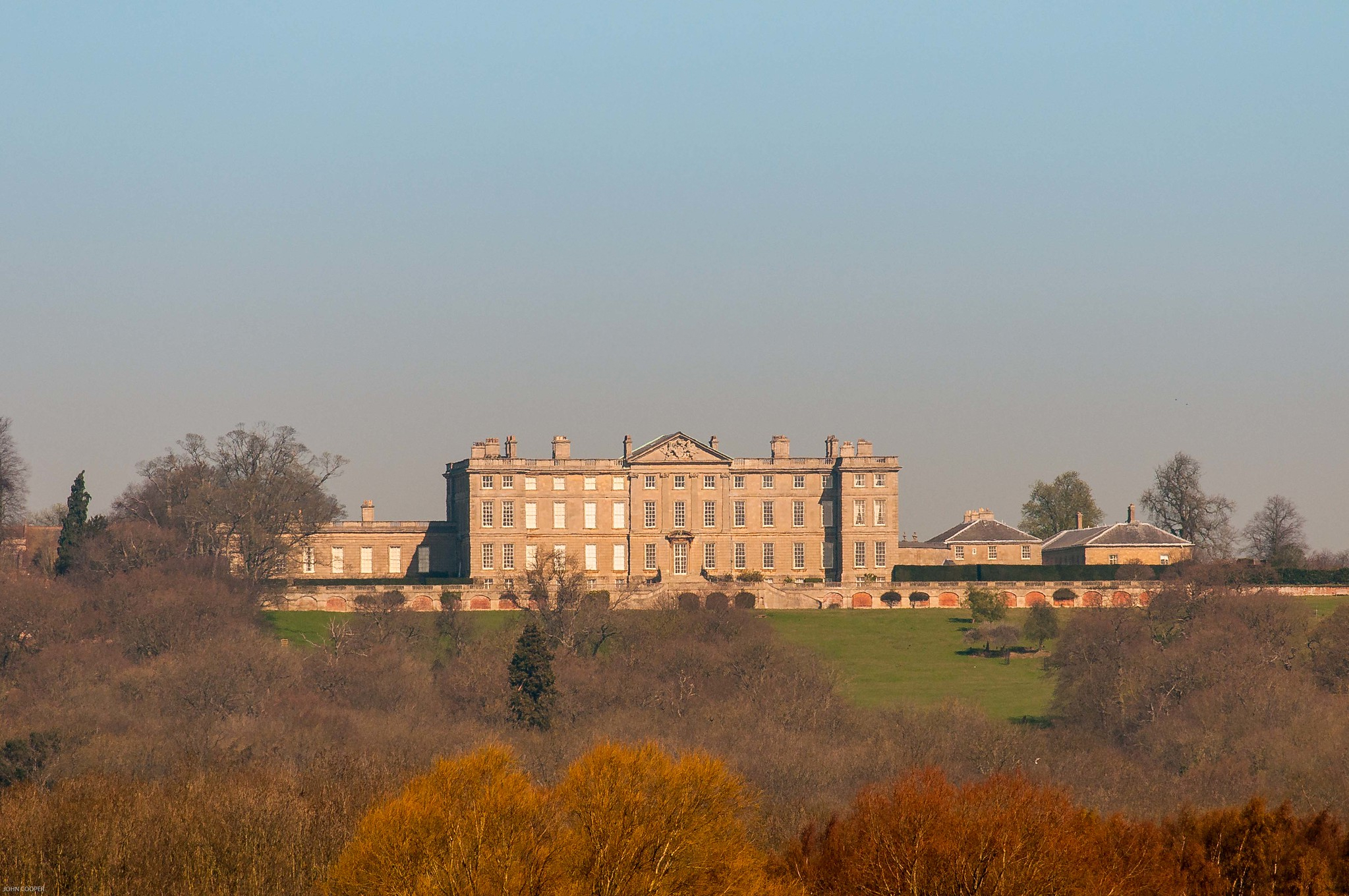
Берли-он-те-Хилл-хаус, Ратленд

Лорд Уинчилси не женился и скончался в 1826 году в возрасте 73 лет. Его титулы перешли к сыну его двоюродного брата Джорджу Уильяму Финчу-Хэттону. Его незаконнорожденный сын Джордж Финч (1794—1870), которому он оставил Берли-он-Хилл-хаус, стал политиком.